# 翔村乡
翔村乡是中国陕西省渭南市蒲城县下辖的一个乡。

## 行政区划
翔村乡下辖以下行政区：
翔村、坡头村、六合村、池阳村、延兴村、闫家村、贝阳村、西山村、光陵村、西坡村、山阳村、陶池村、太山村、草地村、八福村、马家村